# Cryptocharidius mandibularis
Cryptocharidius mandibularis is een keversoort uit de familie van de loopkevers (Carabidae). De wetenschappelijke naam van de soort is voor het eerst geldig gepubliceerd in 1992 door M.Etonti & Mateu.